# Startovací komplex 6 na Cape Canaveral Air Force Station
Startovací komplex 6 (LC-6) je jedno ze startovací míst na základně Cape Canaveral Air Force Station na ostrově Merritt ve státě Florida. Z rampy komplexu startovaly různé verze raket Redstone a Jupiter.
Celkově se na komplexu uskutečnilo 43 startů, 39 rakety Redstone a 4 rakety Jupiter. První start se uskutečnil 20. dubna 1955 a poslední 27. června 1961. Z komplexů LC-5 a LC-6 se 31. ledna a 1964 stalo muzeum, v němž je možné vidět originální zařízení použité u letů programu Mercury. Výlety do muzea organizuje Návštěvnické centrum Kennedyho vesmírného střediska.